# Premiul Locus pentru cea mai bună nuveletă
Premiul Locus pentru cea mai bună nuveletă a fost acordat din 1975 de către revista Locus.

## Lista câștigătorilor
Câștigătorii Premiului Locus pentru cea mai bună nuveletă sunt:
| An   | Nuveletă                                                                             | Autor                 |
| ---- | ------------------------------------------------------------------------------------ | --------------------- |
| 1975 | Adrift Just Off the Islets of Langerhans: Latitude 38° 54' N, Longitude 77° 00' 13 W | Harlan Ellison        |
| 1976 | The New Atlantis                                                                     | Ursula K. Le Guin     |
| 1977 | The Bicentennial Man                                                                 | Isaac Asimov          |
| 1978 | Nu s-a acordat                                                                       |                       |
| 1979 | The Barbie Murders                                                                   | John Varley           |
| 1980 | Sandkings (Regii nisipurilor)                                                        | George R. R. Martin   |
| 1981 | The Brave Little Toaster                                                             | Thomas M. Disch       |
| 1982 | Guardians                                                                            | George R. R. Martin   |
| 1983 | Djinn, No Chaser                                                                     | Harlan Ellison        |
| 1984 | The Monkey Treatment                                                                 | George R. R. Martin   |
| 1985 | Bloodchild                                                                           | Octavia Butler        |
| 1986 | Paladin of the Lost Hour                                                             | Harlan Ellison        |
| 1987 | Thor Meets Captain America                                                           | David Brin            |
| 1988 | Rachel in Love                                                                       | Pat Murphy            |
| 1989 | The Function of Dream Sleep                                                          | Harlan Ellison        |
| 1990 | Dogwalker                                                                            | Orson Scott Card      |
| 1991 | Entropy's Bed at Midnight                                                            | Dan Simmons           |
| 1992 | All Dracula's Children                                                               | Dan Simmons           |
| 1993 | Danny Goes to Mars                                                                   | Pamela Sargent        |
| 1994 | Death in Bangkok                                                                     | Dan Simmons           |
| 1995 | The Martian Child                                                                    | David Gerrold         |
| 1996 | When the Old Gods Die                                                                | Mike Resnick          |
| 1997 | Mountain Ways                                                                        | Ursula K. Le Guin     |
| 1998 | Newsletter                                                                           | Connie Willis         |
| 1999 | The Planck Drive (împărțit)                                                          | Greg Egan             |
| 1999 | Taklamakan (împărțit)                                                                | Bruce Sterling        |
| 2000 | Huddle (împărțit)                                                                    | Stephen Baxter        |
| 2000 | Border Guards (împărțit)                                                             | Greg Egan             |
| 2001 | The Birthday of the World                                                            | Ursula K. Le Guin     |
| 2002 | Hell Is the Absence of God (Iadul e acolo unde nu există Dumnezeu)                   | Ted Chiang            |
| 2003 | The Wild Girls                                                                       | Ursula K. Le Guin     |
| 2004 | A Study in Emerald                                                                   | Neil Gaiman           |
| 2005 | The Faery Handbag (împărțit)                                                         | Kelly Link            |
| 2005 | Reports of Certain Events in London (împărțit)                                       | China Miéville        |
| 2006 | I, Robot                                                                             | Cory Doctorow         |
| 2007 | When Sysadmins Ruled the Earth                                                       | Cory Doctorow         |
| 2008 | The Witch's Headstone                                                                | Neil Gaiman           |
| 2009 | Pump Six                                                                             | Paolo Bacigalupi      |
| 2010 | By Moonlight                                                                         | Peter S. Beagle       |
| 2011 | The Truth Is a Cave in the Black Mountains                                           | Neil Gaiman           |
| 2012 | White Lines on a Green Field                                                         | Catherynne M. Valente |
| 2013 | The Girl-Thing Who Went Out for Sushi                                                | Pat Cadigan           |
| 2014 | The Sleeper and the Spindle                                                          | Neil Gaiman           |
| 2015 | Tough Times All Over                                                                 | Joe Abercrombie       |
| 2016 | Black Dog                                                                            | Neil Gaiman           |
| 2017 | You'll Surely Drown Here If You Stay                                                 | Alyssa Wong           |
| 2018 | The Hermit of Houston                                                                | Samuel R. Delany      |
| 2019 | The Only Harmless Great Thing                                                        | Brooke Bolander       |
| 2020 | Omphalos                                                                             | Ted Chiang            |